# Sylvacaecilia grandisonae
Sylvacaecilia grandisonae és una espècie d'amfibis gimnofions de la família Caeciliidae. És monotípica del gènere Sylvacaecilia. És endèmica d'Etiòpia.
Els seus hàbitats naturals inclouen boscos secs tropicals o subtropicals, montans secs, rius, corrents intermitents d'aigua dolça i deus.